# Juchitepec
Juchitepec è un comune del Messico, situato nello stato di Messico.